# کبک برفی آلتایی
کبک برفی آلتایی (نام علمی: Tetraogallus altaicus) گونه‌ای از پرندگان تیرهٔ قرقاولان (Phasianidae) است که در مغولستان غربی و مناطق مجاور چین، قزاقستان و روسیه یافت می‌شود. زیستگاه طبیعی آن جنگل‌های شمالی است.